# Gunnebo
För andra betydelser, se Gunnebo (olika betydelser).
Gunnebo är en tätort i Västerviks kommun i Kalmar län belägen cirka 12 kilometer sydväst om centralorten Västervik, vid Verkebäcksviken.
Gunnebo är känt för sin tillverkning av bland annat stängsel (gunnebostängsel), spik och kätting.
Ortens fotbollslag är Gunnebo IF som spelar sina matcher på Gunnebo IP.

## Befolkningsutveckling
| Befolkningsutvecklingen i Gunnebo 1960–2020 | Befolkningsutvecklingen i Gunnebo 1960–2020 | Befolkningsutvecklingen i Gunnebo 1960–2020 | Befolkningsutvecklingen i Gunnebo 1960–2020 | Befolkningsutvecklingen i Gunnebo 1960–2020 |
| ------------------------------------------- | ------------------------------------------- | ------------------------------------------- | ------------------------------------------- | ------------------------------------------- |
|                                             |                                             |                                             |                                             |                                             |
| År                                          |                                             |                                             | Folkmängd                                   | Areal (ha)                                  |
| 1960                                        | 1960                                        |                                             | 1 282                                       |                                             |
| 1965                                        | 1965                                        |                                             | 1 289                                       |                                             |
| 1970                                        | 1970                                        |                                             | 1 511                                       |                                             |
| 1975                                        | 1975                                        |                                             | 1 412                                       |                                             |
| 1980                                        | 1980                                        |                                             | 1 366                                       |                                             |
| 1990                                        | 1990                                        |                                             | 1 226                                       | 148                                         |
| 1995                                        | 1995                                        |                                             | 1 130                                       | 149                                         |
| 2000                                        | 2000                                        |                                             | 1 013                                       | 149                                         |
| 2005                                        | 2005                                        |                                             | 989                                         | 149                                         |
| 2010                                        | 2010                                        |                                             | 938                                         | 149                                         |
| 2015                                        | 2015                                        |                                             | 1 022                                       | 139                                         |
| 2020                                        | 2020                                        |                                             | 1 018                                       | 160                                         |
|                                             |                                             |                                             |                                             |                                             |